# Republika Niemieckiej Austrii
Republika Niemieckiej Austrii (niem. Republik Deutschösterreich, Deutsch-Österreich) – krótkotrwałe państwo na terenie obecnej Austrii oraz częściowo Włoch, Czech, Słowenii i Polski, które istniało od 12 listopada 1918 roku do 21 października 1919 roku.

## Historia
W habsburskich Austro-Węgrzech termin Niemiecka Austria był nieoficjalnym określeniem tej części państwa, w której dominowali etniczni Niemcy. Po upadku Austro-Węgier, w wyniku odrywania się terenów zamieszkanych przez mniejszości narodowe w końcu 1918 roku, niemieccy deputowani do parlamentu austriackiego (Reichsrat) podjęli prace mające na celu utworzenie etnicznie niemieckiego państwa na ruinach imperium. Ogłosili się oni zgromadzeniem narodowym niepodległej Niemieckiej Austrii. Kanclerzem został Karl Renner. Do zgromadzenia należeli także deputowani niemieccy z Czech, Moraw i austriackiego Śląska (w tym z Cieszyna i Bielska), którzy, powołując się na prawo narodów do samostanowienia, odmówili przyłączenia się do obrad parlamentu nowo powstałej Czechosłowacji, która ogłosiła niepodległość 28 października 1918 roku. Wojska czechosłowackie wkrótce zajęły niemieckojęzyczne tereny dawnej Korony Świętego Wacława i narzuciły zwierzchnictwo rządu w Pradze.
Formalne ogłoszenie powstania republiki miało miejsce dzień po rezygnacji z udziału w rządach cesarza Karola I (formalnie nigdy nie abdykował), czyli 12 listopada.
10 września 1919 kanclerz Karl Renner podpisał traktat w Saint Germain, który Reichsrat ratyfikował 21 października. Zgodnie z traktatem nazwa kraju została zmieniona na Republika Austriacka (Austria) i zakazane zostało zjednoczenie z Niemcami, która to koncepcja była bardzo popularna wśród władz i mieszkańców kraju.
Od ratyfikacji traktatu w Saint Germain przez Reichsrat 21 października 1919 roku państwo, w zmienionych granicach, nosiło do 1934 roku nazwę Republiki Austriackiej.

### Prowincje Republiki Niemieckiej Austrii

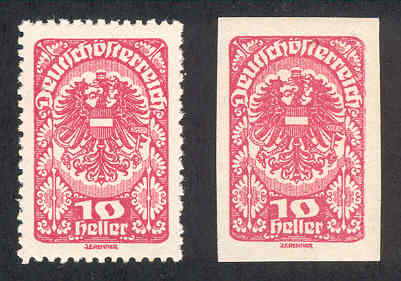
Znaczki pocztowe Republiki Niemieckiej Austrii

1. Górna Austria (niem. Oberösterreich), łącznie z Okręgiem Szumawskim (niem. Böhmerwaldgau), stolica Linz
2. Dolna Austria (niem. Niederösterreich), łącznie z Niemieckimi Morawami Południowymi (niem. Deutschsüdmähren), stolica Wiedeń
3. Niemieckie Czechy (niem. Deutschböhmen), stolica Liberec
4. Kraj Sudetów (niem. Sudetenland), stolica Opawa
5. Styria (niem. Steiermark), łącznie z rejonem Mariboru (Dolna Styria), stolica Graz
6. Salzburg, stolica Salzburg
7. Karyntia (niem. Kärnten), łącznie z niektórymi rejonami dzisiejszej Słowenii, stolica Klagenfurt
8. Niemiecki Tyrol (niem. Tirol), łącznie z Południowym Tyrolem, ale bez rejonu Trydentu, stolica Innsbruck
9. Vorarlberg, stolica Bregencja